# Rhopica mortimorei
Rhopica mortimorei är en tvåvingeart som beskrevs av Ronald Henry Lambert Disney 2002. Rhopica mortimorei ingår i släktet Rhopica och familjen puckelflugor. Inga underarter finns listade i Catalogue of Life.